# 尤馬縣 (亞利桑那州)
尤馬縣（英語：Yuma County）是美国亞利桑那州西南部的一個郡，南鄰墨西哥，西鄰加利福尼亚州，面積14,294平方公里。根據2020年美國人口普查，本縣共有人口20萬3,881人。縣治為尤馬。
尤馬縣位於尤馬大都會統計區內；在西南方與加利福尼亚州、墨西哥下加利福尼亞州和索諾拉州接壤。

## 歷史

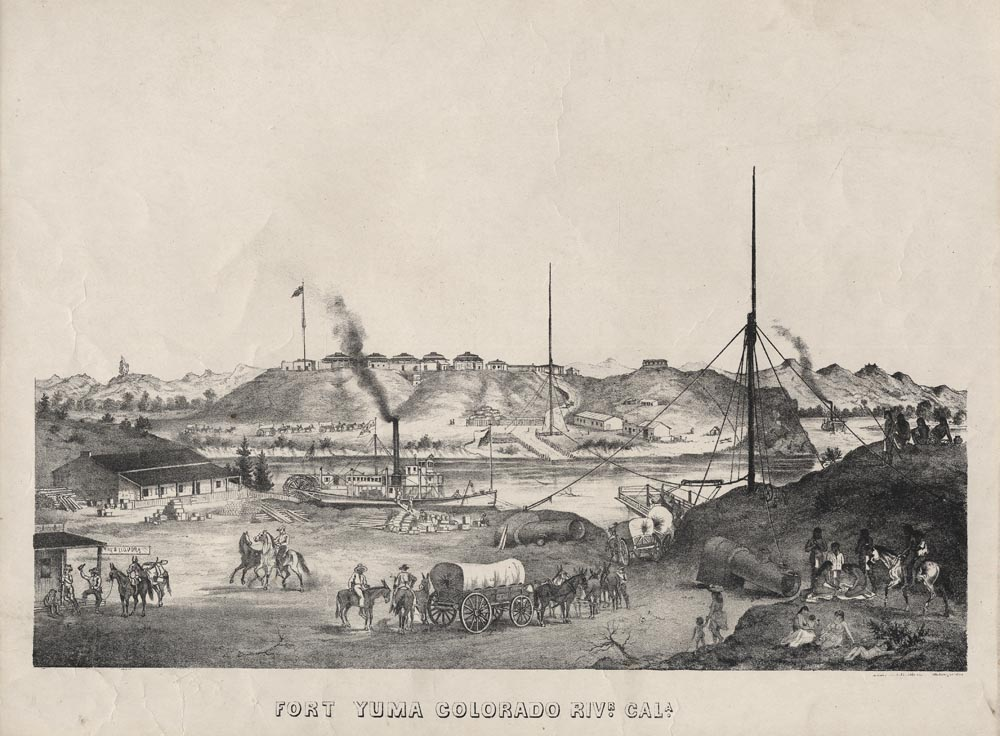
1875年的縣治尤馬

尤馬縣成立於1864年11月8日，是該州原來的四個縣之一，縣名紀念尤馬人。本縣成立時的疆域為西經113° 20'以西及比尔威廉斯河以南的亞利桑那州土地。其疆界一直保持不變，直至拉巴斯縣於1982年自本縣獨立才有所變更。

## 地理

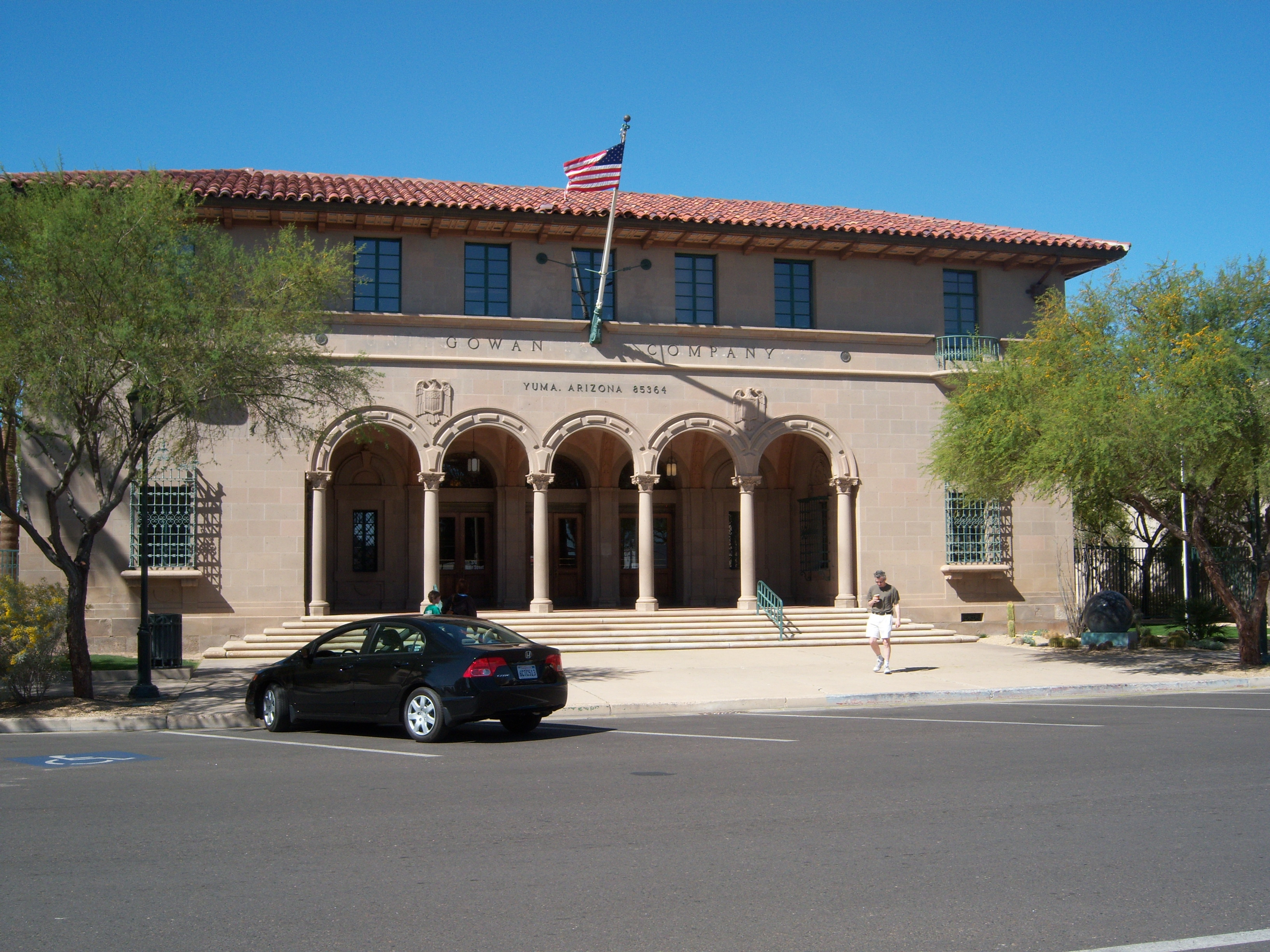
舊尤馬郵局

根據2000年人口普查，尤馬縣的總面積為5,518.96平方英里（14,294.0平方），其中有5,514.09平方英里（14,281.4平方），即99.91%為陸地；4.87平方英里（12.6平方），即0.09%為水域。亞利桑那州的最低點為本縣圣路易內的科羅拉多河。本縣既是亞利桑那州面積第九大的縣份，亦是美國面積第50大的縣份。

### 毗鄰縣及自治區
- 亞利桑那州 皮马县：東南方
- 亞利桑那州 馬里科帕縣：東方
- 亞利桑那州 拉巴斯縣：北方
- 加利福尼亚州 帝國郡：西方
- 墨西哥 下加利福尼亞州：西南方
- 墨西哥 索諾拉州：南方

### 國家保護區
- 卡韋薩普列塔國家野生動物保護區（英语：Cabeza Prieta National Wildlife Refuge）（部分）
- 帝國國家野生動物保護區（英语：Imperial National Wildlife Refuge）（部分）
- 科法國家野生動物保護區（英语：Kofa National Wildlife Refuge）（部分）

## 人口
| 调查年                              | 人口    | 备注 | %±     |
| ----------------------------------- | ------- | ---- | ------ |
| 1870                                | 1,621   |      | —      |
| 1880                                | 3,215   |      | 98.3%  |
| 1890                                | 2,671   |      | −16.9% |
| 1900                                | 4,145   |      | 55.2%  |
| 1910                                | 7,733   |      | 86.6%  |
| 1920                                | 14,904  |      | 92.7%  |
| 1930                                | 17,816  |      | 19.5%  |
| 1940                                | 19,326  |      | 8.5%   |
| 1950                                | 28,006  |      | 44.9%  |
| 1960                                | 46,235  |      | 65.1%  |
| 1970                                | 60,827  |      | 31.6%  |
| 1980                                | 90,554  |      | 48.9%  |
| 1990                                | 106,895 |      | 18.0%  |
| 2000                                | 160,026 |      | 49.7%  |
| 2010                                | 195,751 |      | 22.3%  |
| 2019年估计                          | 213,787 |      | 9.2%   |
| U.S. Decennial Census 2011 estimate |         |      |        |

根據2000年人口普查，尤馬縣擁有160,026居民、53,848住戶和41,678家庭。其人口密度為每平方英里29 居民（每平方公里11居民）。本縣擁有74,140間房屋单位，其密度為每平方英里13間（每平方公里5間）。而人口是由68.3%白人、2.2%黑人、1.6%原住民、0.9%亞裔、0.1%太平洋岛民、23.6%其他種族和3.2%混血构成。而西班牙裔或拉丁美洲人佔了人口50.5%。母語為西班牙語的人佔總人口的43.7%。
在53,848住户中，有36.9%擁有一個或以上的兒童（18歲以下）、62.3%為夫妻、11.2%為單親家庭、22.6%為非家庭、18.5%為獨居、8.9%住戶有同居長者。平均每戶有2.86人，而平均每個家庭則有3.27人。在5,794居民中，有28.9%為18歲以下、10%為18至24歲、25.6%為25至44歲、18.9%為45至64歲以及16.5%為65歲以上。人口的年齡中位數為34歲，女子對男子的性別比為100：102。成年人的性別比則為100：101.1。
本县的住戶收入中位數為$32,182，而家庭收入中位數則為$34,659。男性的收入中位數為$27,390，而女性的收入中位數則為$22,276，人均收入為$14,802。約15.5%家庭和19.2%人口在貧窮線以下，包括27.9%兒童（18歲以下）及8.7%長者（65歲以上）。